# Mistrzostwa Polski w rugby 7 (2005)
XI Mistrzostwa Polski Seniorów w Rugby 7 odbyły się 21 maja 2005 roku w Sochaczewie. Tytuł mistrza Polski zdobyła drużyna Folc AZS AWF Warszawa.
Najlepszym graczem turnieju został wybrany Adam Pałyska.

## Faza finałowa

### Mecze o miejsca 1–3
| 21 maja 2005 | Orkan Sochaczew | 19:26(7:19) | Folc AZS AWF Warszawa I | Stadion przy ul. Warszawskiej 80, Sochaczew |
| 21 maja 2005 |                 | 19:26(7:19) |                         | Stadion przy ul. Warszawskiej 80, Sochaczew |

| 21 maja 2005 | Folc AZS AWF Warszawa I | 17:14(12:7) | Ogniwo Sopot | Stadion przy ul. Warszawskiej 80, Sochaczew |
| 21 maja 2005 |                         | 17:14(12:7) |              | Stadion przy ul. Warszawskiej 80, Sochaczew |

| 21 maja 2005 | Orkan Sochaczew | 17:5(5:5) | Ogniwo Sopot | Stadion przy ul. Warszawskiej 80, Sochaczew |
| 21 maja 2005 |                 | 17:5(5:5) |              | Stadion przy ul. Warszawskiej 80, Sochaczew |

### Mecze o miejsca 4–6
| 21 maja 2005 | Budowlani II Łódź | 5:14(0:7) | Skra Warszawa | Stadion przy ul. Warszawskiej 80, Sochaczew |
| 21 maja 2005 |                   | 5:14(0:7) |               | Stadion przy ul. Warszawskiej 80, Sochaczew |

| 21 maja 2005 | Skra Warszawa | 5:47(0:28) | Budowlani I Łódź | Stadion przy ul. Warszawskiej 80, Sochaczew |
| 21 maja 2005 |               | 5:47(0:28) |                  | Stadion przy ul. Warszawskiej 80, Sochaczew |

| 21 maja 2005 | Budowlani II Łódź | 0:9 (wo.) | Budowlani I Łódź | Stadion przy ul. Warszawskiej 80, Sochaczew |
| 21 maja 2005 |                   | 0:9 (wo.) |                  | Stadion przy ul. Warszawskiej 80, Sochaczew |

### Mecze o miejsca 7–9
| 21 maja 2005 | Arka Gdynia | 26:0(12:0) | RK Koszalin | Stadion przy ul. Warszawskiej 80, Sochaczew |
| 21 maja 2005 |             | 26:0(12:0) |             | Stadion przy ul. Warszawskiej 80, Sochaczew |

| 21 maja 2005 | RK Koszalin | 19:5(14:0) | Folc AZS AWF Warszawa II | Stadion przy ul. Warszawskiej 80, Sochaczew |
| 21 maja 2005 |             | 19:5(14:0) |                          | Stadion przy ul. Warszawskiej 80, Sochaczew |

| 21 maja 2005 | Arka Gdynia | 26:17(7:12) | Folc AZS AWF Warszawa II | Stadion przy ul. Warszawskiej 80, Sochaczew |
| 21 maja 2005 |             | 26:17(7:12) |                          | Stadion przy ul. Warszawskiej 80, Sochaczew |

## Klasyfikacja końcowa
| Miejsce | Reprezentacja            |
| ------- | ------------------------ |
| 1       | Folc AZS AWF Warszawa I  |
| 2       | Orkan Sochaczew          |
| 3       | Ogniwo Sopot             |
| 4       | Budowlani I Łódź         |
| 5       | Skra Warszawa            |
| 6       | Budowlani II Łódź        |
| 7       | Arka Gdynia              |
| 8       | RK Koszalin              |
| 9       | Folc AZS AWF Warszawa II |